# 彩畫

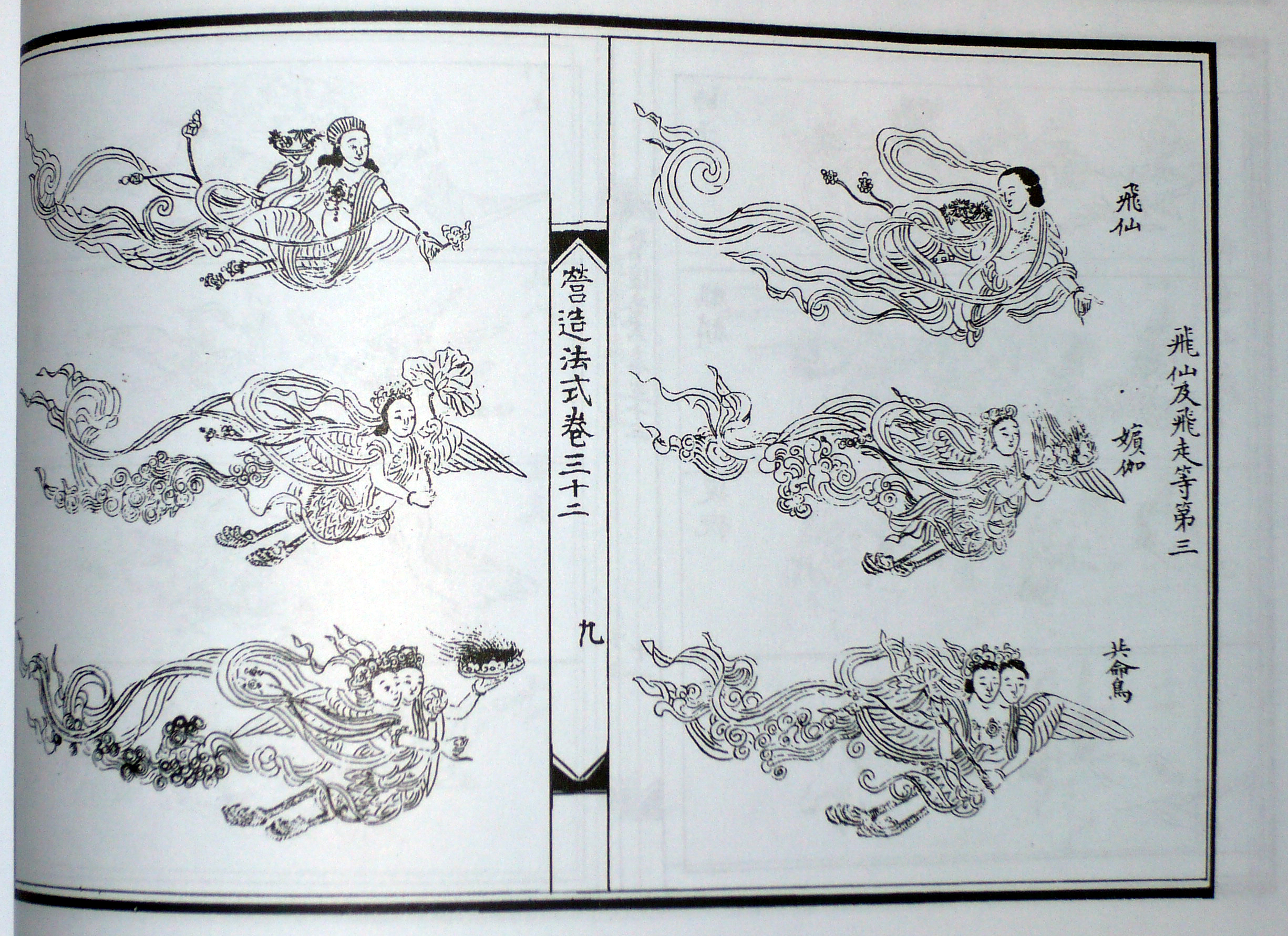
营造法式飞仙彩图

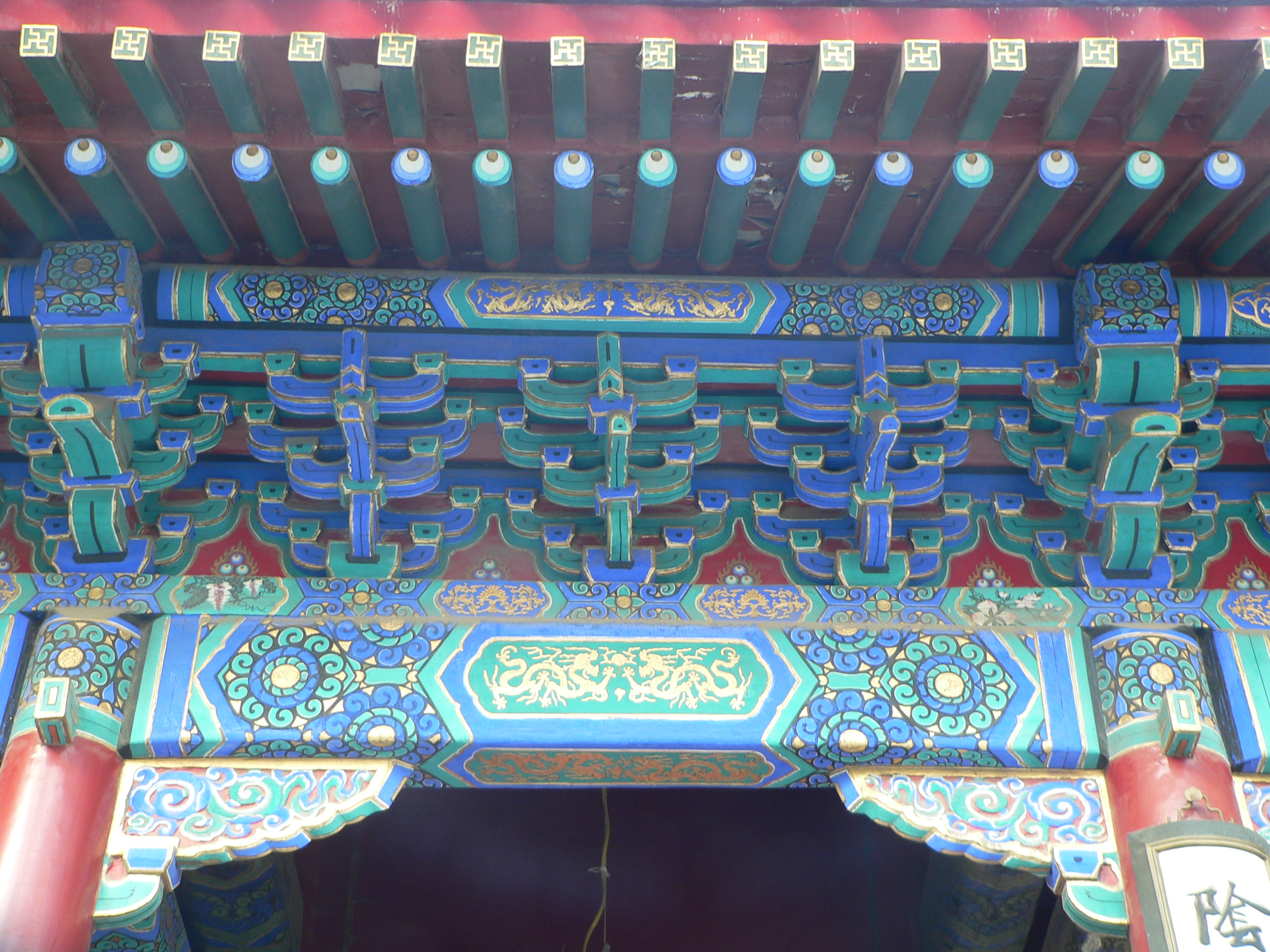
北京东岳庙大殿上的旋子彩画

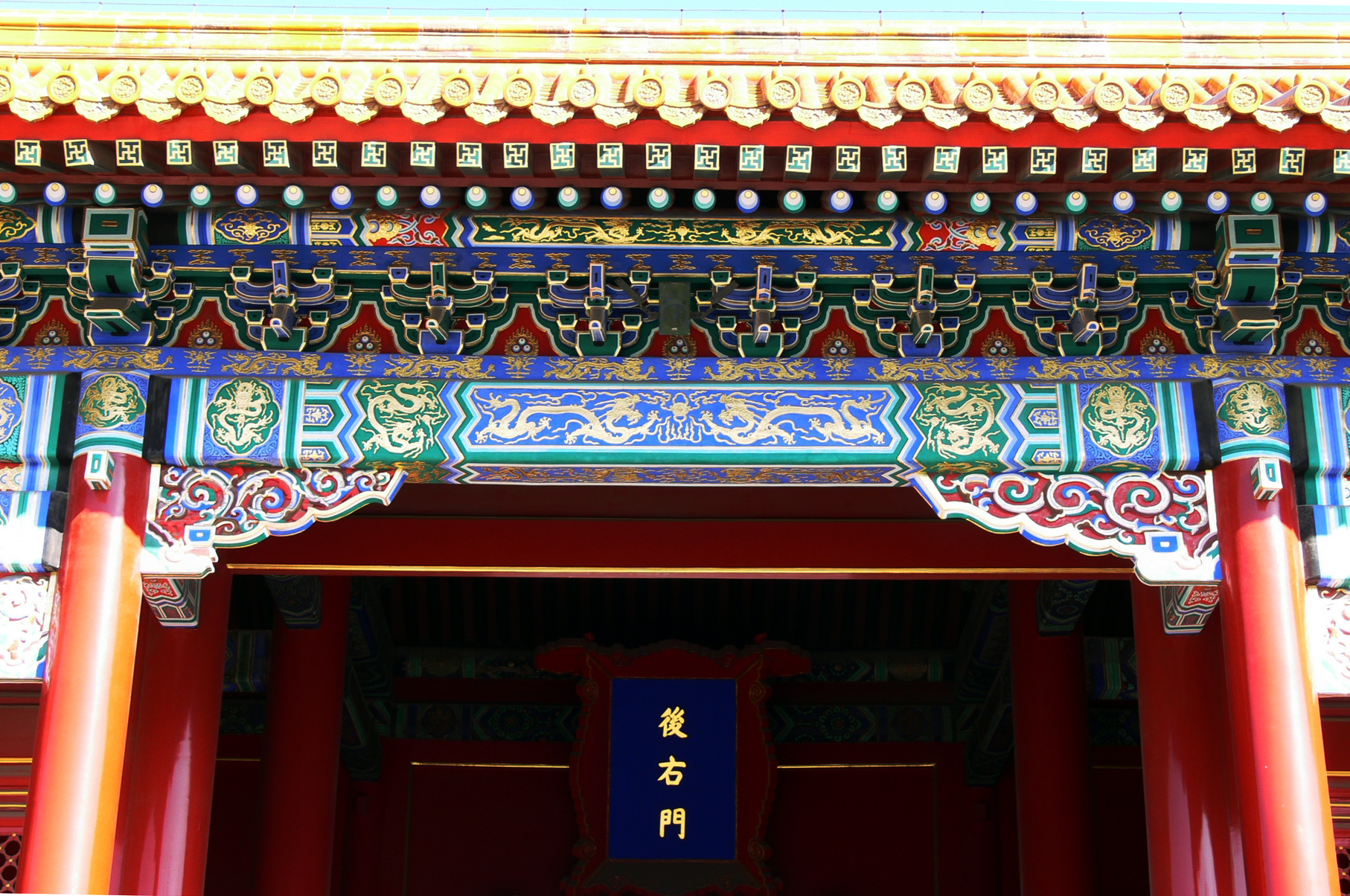
北京故宫后右门和玺彩画

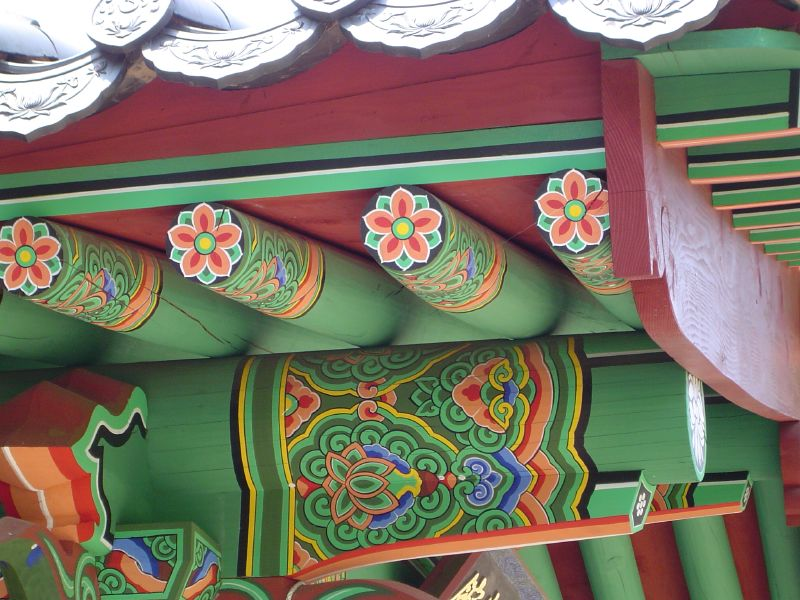
韓國松廣寺的彩画

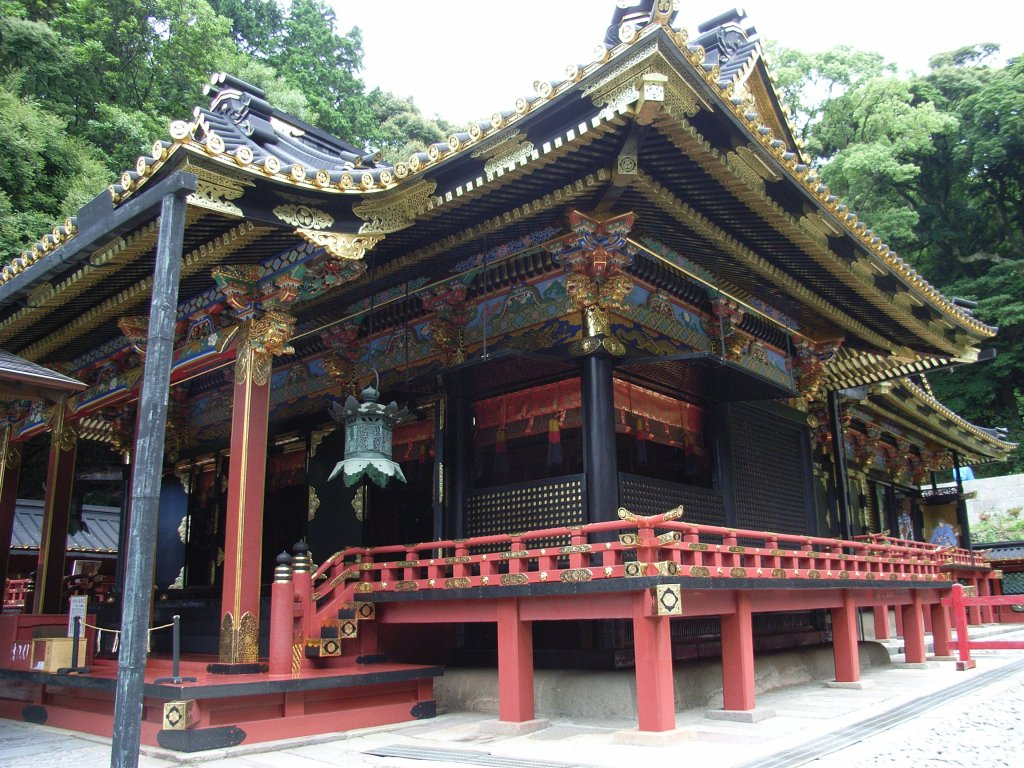
日本日光東照宮的彩画

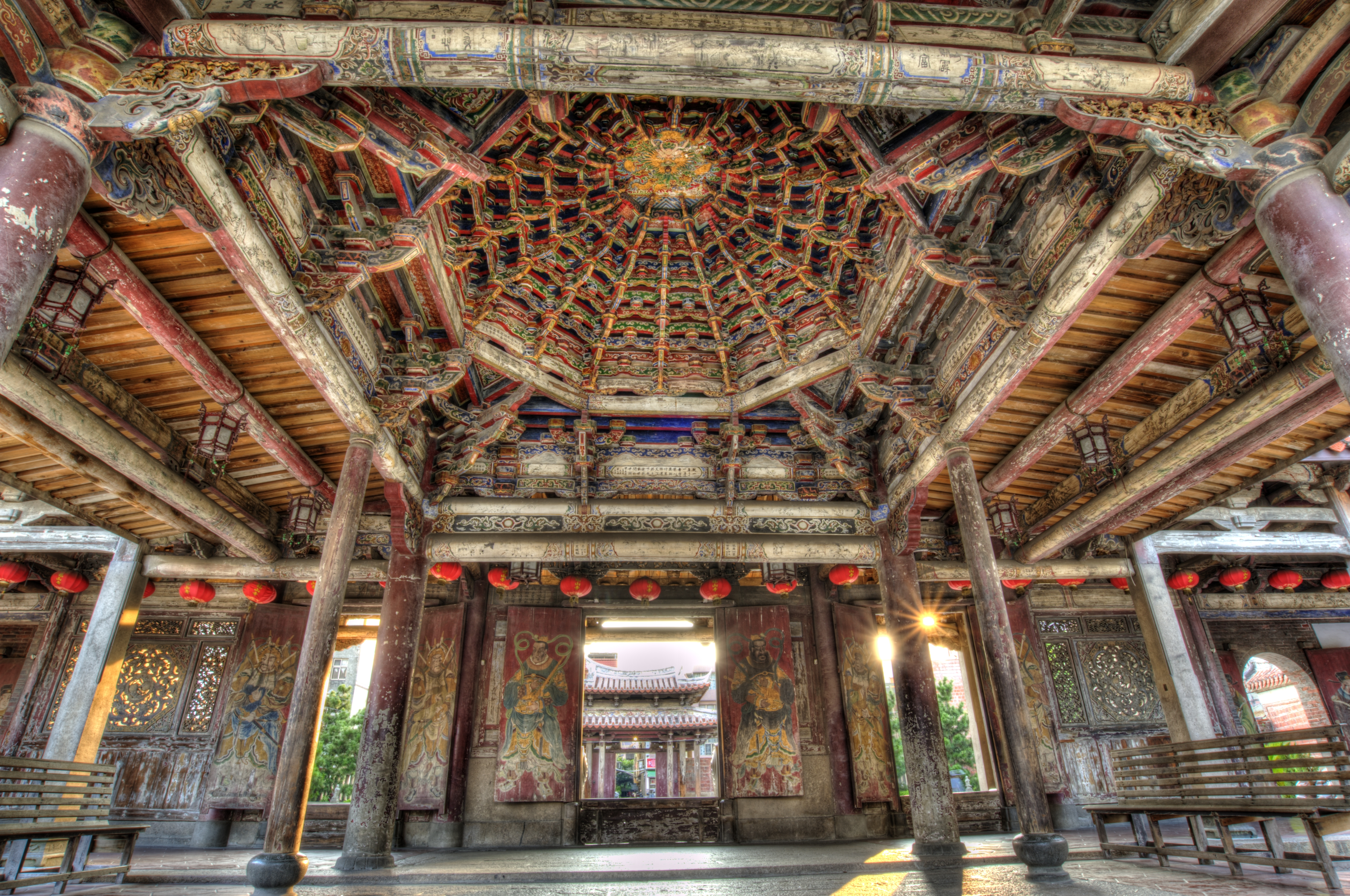
臺灣鹿港龍山寺八卦藻井的彩畫

彩畫，是東亞傳統建築及器物上的装饰画，由於經常用於建築物上，又稱建築彩画、建築彩绘。
古代建筑上的彩画主要绘于樑和枋、柱头、窗棂、门扇、雀替、斗拱、墙壁、天花、瓜筒、角梁、椽子、栏杆等建筑木构件上。主要以梁枋部位为主。
中國建築彩画的历史可以追溯到春秋时代，在六朝和隋唐是彩画的发展高潮。

## 中國彩畫

### 宋式彩画
宋朝的彩画承前启后，宋式彩画在《营造法式》中有专门的记载。
宋式彩画分为三等六类：
- 第一等
  - 五彩遍装：是宋代规格最高的殿堂彩画，建筑的梁、枋、柱、斗拱、椽子……每一构件均施彩画，用色华丽，遍用青、大青、黄、赤黄、朱、绿、紫、金、赭各色。宋式彩画五彩遍装色彩斑斓、花卉、锁纹、飞仙、走兽等花样，种类繁多，远比清式彩画复杂。现存宋代建筑的五彩遍装彩画，由于历经八百余年中多次重画，绝大多数已经面目全非，位于山西大同市华严寺内，仅存宋式五彩遍装彩画实例。五彩遍装所用的花纹分华纹、琐纹、飞仙、飞禽、走兽、云纹等类别，每类又分为若干品。
  - 碾玉装：色调以青、绿为主，外楞缘道用多层青绿或绿叠晕，外留白晕，宛如磨光的碧玉，故名“碾玉”。有时局部也用五彩或红色作为点缀。其纹样如华纹、锁纹、飞走等，同五彩遍装。由于碾玉装的色料以冷色系的青、绿为主，与金朝出现的红墙黄瓦宫殿建筑的总体色调搭配，因此为后世所继承，发展为明代的旋子彩画。

- 第二等：
  - 青绿叠晕棱间装、三晕带红楞间装：这两种彩画以青、绿晕染边纹，基本不画华纹。分为青绿两晕、青绿三晕、青绿红三晕三种做法。主要用于斗拱之类的构件。
  - 解绿装饰：将梁额斗拱等构件施以土朱色，柱缘用青绿叠晕为缘道。

- 第三等：
  - 丹粉刷饰：各部位颜色均为平涂，色调以暖色系为主，用白粉或墨粉勾边，不作叠晕处理。通常面上用土朱通刷，下楞用白粉阑画缘道。

- 别等：
  - 杂间装，是将以上五种彩画在一栋建筑中互相搭配使用的做法，不但节省工料，而且由于冷暖色系互相搭配，可使建筑艺术处理获得特殊效果。通常有以下几种类别：
    - 五彩间碾玉装：建筑中6/10用五彩遍装，4/10用碾玉装
    - 碾玉间画松纹装：以解绿装中的“松纹装”为主，碾玉装占3/10
    - 青绿三晕楞间装、碾玉间画松纹装
    - 画松纹间解绿赤白装
    - 画松纹、卓柏间三晕楞间装

### 清式彩画
从宋式彩画到清式彩画的发展过程是一个又繁到简的过程。
清式彩画主要分为：
- 殿式彩画
  - 和玺彩画[5]。和玺彩画仅限于皇宫、宗庙和大型寺观建筑群的主要殿堂，是规制最高的一种彩画。
  - 旋子彩画[6]。旋子彩画级别略低，可广泛见于宫廷、公卿府邸。
- 苏式彩画两大类。

## 用途
彩畫除了裝飾之外，還可以防止滲水。

## 彩繪藝師

### 臺灣
臺灣著名的彩繪藝師

#### 台北
- 江寶
- 洪寶真
- 洪詩榮
- 吳烏粽
- 吳萬居
- 黃榮貴
- 黃鎮邦
- 許章瑞
- 許幼，許章瑞兒子
- 許連成（1919年－2002年），許幼兒子，師承許章瑞
- 許榮華
- 劉家正，師承曾竹根、丁網、潘麗水、蔡草如，台北市文化資產保存技術及保存者 [8][9]
- 莊武男（1942年－），師承洪寶真，新北市文化資產保存技術及保存者 [10]
- 蔡龍進，師承潘麗水，新北市文化資產保存技術及保存者[11]

#### 桃園新竹
- 李九時
- 李金泉，李九時兒子，師承李九時
- 李秋山（1914年－1997年）
- 李秋江
- 傅錠英，師承李秋山
- 傅伯村，傅錠英兒子
- 邱玉坡，來自潮州大埔縣橫溪
- 邱鎮邦[12]
- 邱有連，邱鎮邦兒子
- 張劍光
- 王順
- 李登勝

#### 中台灣
- 鹿港郭氏彩繪家族（鹿港郭派）[13]
  - 郭連成（？－1882年），第一代
  - 郭柳（郭友梅，1849年－1915年），郭連成兒子，第二代
  - 郭福蔭（1851年－1909年）[14]，第二代
  - 郭鐘，第二代
  - 郭盼，第二代
  - 郭光傳（1871年－？），第三代
  - 郭瑞麟（1882年－1926年），第三代
  - 郭啟輝（1889年－1962年），第三代
  - 郭啟薰（1890年－1971年），第三代
  - 郭新林（1898年－1973年），郭友梅侄子[14]，第三代
  - 郭佛賜（1910年－1981年），郭啟輝長子，第四代
  - 郭竹坡，郭新林三子，第四代[14]
  - 柯煥章（1901年－1972年）
- 謝來發
- 謝錦榮：謝來發長子
- 劉沛然 （1884年－1972年），師承謝來發
- 郭藜光[15]
- 郭炮
- 郭天成
- 黃天素[15]
- 黃演凱
- 葉成
- 陳萬福
- 陳穎派，彰化縣文化資產保存技術及保存者[16]
- 陳敦仁，陳穎派兒子，彰化縣文化資產保存技術及保存者[17]
- 陳登科
- 林振章
- 林華國
- 盧振金

#### 南臺灣
- 柳德裕（1902年8月2日－1959年）
- 卓福田，作品有：內惟青雲宮門神、士林慈誠宮龍虎門廳門神 [18][19]
- 馮進興（1944年－），師承卓福田，高雄市文化資產保存技術及保存者 [20][18][21]
- 陳秋山[22]
- 洪老傳[23]
- 洪平順，雲林縣文化資產保存技術及保存者[24][25]
- 許良進，師承許報祿，雲林縣文化資產保存技術及保存者[23][26]
- 黃矮（1890年 - 1974年）
- 陳柱
- 李摘
- 李漢卿，李摘兒子
- 方阿昌
- 蘇濱庭
- 許報祿
- 郭豐佐（1956年 - ），師承洪老傳、陳秋山[23]
- 王寶樹[27]

臺南潘氏彩繪家族：
- 潘春源（1891年－1972年）
- 潘麗水（1914年－1995年），潘春源兒子，師承潘春源
- 潘岳雄（1943年－），潘麗水兒子，師承潘麗水，台南市文化資產保存技術及保存者[29]
- 曾竹根（1910年 - 1984年），師承潘春源，字雲林[30]
- 丁網（1912年 - 1972年），師承潘春源，字雲鵬
- 丁清石（1940年 - 2003年)，丁網兒子[30]
- 丁清山，丁網兒子[30]
- 丁清川，丁網兒子[30]
- 薛明勳（1936年 - 2001年），師承潘麗水，作品有：臺南藥王廟、全臺首邑縣城隍廟、臺南三山國王廟[31][32]
- 王妙舜（1947年 - ），師承潘麗水，作品有：臺南德化堂、竹篙厝仁和宮、臺南西來庵[31][33]
- 蔡龍進（1948年 - ），師承潘麗水，作品有：臺南辜婦媽廟、板橋慈惠宮、大稻埕霞海城隍廟、台北行天宮、艋舺龍山寺[31][34]
- 蘇天福，師承潘麗水[35]
- 廖慶章，師承臺南潘氏，台南市文化資產保存技術及保存者[29]

- 張財雄，師承潘麗水、蘇天福，高雄市文化資產保存技術及保存者[21]
- 吳杏雪（1967年 - ），師承丁清山，從事彩繪修護工程[23]

臺南陳氏彩繪家族：
- 陳玉峰（1900年－1964年）
- 陳壽彝（1934年－2012年10月22日），陳玉峰兒子，師承陳玉峰[37]
- 蔡草如（1919年－2007年），陳玉峰外甥，師承陳玉峰
- 鄭文淡，師承陳玉峰[38]
- 蔡國偉，蔡草如兒子
- 胡明宏
- 洪英傑
- 柯武鐘
- 黃啟受（1925年— 1983年），師承陳玉峰
- 黃河源（1944— ），黃啟受兒子，師承黃啟受

#### 宜蘭
- 曾憨盛
- 曾萬一
- 曾水源[39]
- 顏金鐘
- 顏文伯[40]

#### 澎湖
- 朱錫甘
- 黃文華（1897年 - 1968年 ）
- 黃友謙（1932年 -  ），黃文華長子，澎湖縣文化資產保存技術及保存者[41]

## 外部連結
- 古建築彩画の事例紹介 （页面存档备份，存于）